# Halecomorphi
Halecomorphi — таксон променеперих кісткових риб із клади Neopterygii. Єдиними збереженими видами є Amia calva і Amia ocellicauda, але група містить багато вимерлих видів у кількох родинах (включаючи Amiidae, Caturidae, Liodesmidae, Sinamiidae) у ряду Amiiformes, а також вимерлі ряди Ionoscopiformes, Panxianichthyiformes і Parasemionotiformes. Скам'янілості галекоморфів сягають принаймні раннього тріасу.